# 日本の廃河川一覧
日本の廃河川一覧（にほんのはいかせんいちらん）では、河道が暗渠や下水道となっており名称が判明している水路や、埋め立てられて現在はない河川、全般的に存在しなくなった河川を一覧にして表示している。なお、一部暗渠の場合は日本の川一覧と両方に記載されている。

## 東北地方

### 山形県
- 旧赤川 （酒田市） - 赤川放水路開削後の最上川に合流する下流部分。

### 福島県
- 夜討川 （郡山市） - 郡山合戦の舞台、現在はせせらぎこみちとなった。

## 関東地方

### 東京都
- 三十間堀川（中央区）
- 桜川（中央区） - 八丁堀とも。
- 新川（中央区）
- 鉄砲洲川（中央区）
- 外濠（千代田区・中央区）
- 築地川（中央区） - 東支川、南支川は埋め立て。一部残存。
- 汐留川（中央区） - 一部残存。
- 楓川（中央区）
- 京橋川（中央区）
- 東堀留川（中央区）
- 西堀留川（中央区）
- 箱崎川（中央区）
- 浜町川（中央区）
- 竜閑川（千代田区・中央区）
- 入船川（中央区）
- 佃川（中央区）
- 稲荷堀（中央区）
- 越前堀（中央区）
- 紅葉川 (東京都中央区)（中央区）
- 薬研堀 (東京都)（中央区）
- 道三堀（千代田区）
- 五間堀川
- 六間堀川
- 鳥越川（台東区）
- 山谷堀（台東区）
- 穏田川（新宿区・渋谷区） - 渋谷川上流
- 宇田川（渋谷区）
  - 河骨川（渋谷区）
  - 笄川（渋谷区）
  - いもり川（渋谷区）
- 和泉川（新宿区・渋谷区）
- 蟹川（新宿区）
- 紅葉川（新宿区）
- 玉川上水下流部（新宿区）
- 谷端川（豊島区・文京区）
- 弦巻川（豊島区・文京区）
- 水窪川（豊島区・文京区）
- 千川上水（武蔵野市・練馬区・豊島区ほか） - 清流復活事業により一部復活。
- 石神井川（小平市・小金井市・西東京市・練馬区・板橋区・北区） - 最上流部が消失。飛鳥山公園内が暗渠。
  - 三宝寺川（練馬区）
  - エンガ堀（練馬区・豊島区・板橋区）
  - 稲付川（北区）
  - 田柄川（練馬区・板橋区） - 田柄用水に関しても記載
  - 貫井川（練馬区）
- 大泉堀（練馬区・西東京市）
  - 宮の脇川（西東京市）
- 新川（練馬区・西東京市）
- 白子川兎月園支流（練馬区・板橋区）
- 旧白子川（板橋区・埼玉県和光市）
  - 百々向川（板橋区）
  - 小井戸川（板橋区）
- 出井川（板橋区）
- 前谷津川（板橋区）
  - 梶谷津川（板橋区）
- 蓮根川（板橋区）
- 松庵川（杉並区）
- 井草川（杉並区）
- 桃園川（杉並区・中野区）
- 妙正寺川下流部（新宿区） - 下落合駅付近から神田川旧合流地点までの間が埋め立てられ、新目白通りの下へ河川が移設されている。
  - 江古田川（練馬区・中野区） - 練馬区内は暗渠化。
- 北沢川（世田谷区）
- 烏山川（世田谷区）
- 駒沢川（世田谷区）
- 目黒川（世田谷区・目黒区・品川区） - 国道246号線より上流が暗渠。
- 品川用水（世田谷区）
- 入間川（世田谷区） - 一部暗渠
- 蛇崩川（世田谷区・目黒区） - 目黒川合流点以外暗渠。
- 羅漢寺川（目黒区）
- 旧呑川（大田区）
- 呑川上流部
  - 呑川柿の木坂支流（目黒区）
  - 呑川駒沢支流
- 六郷用水（狛江市・世田谷区・大田区）
- 貴船堀（大田区）
- 北前堀（大田区）
- 南前堀（大田区）
- 九品仏川（世田谷区）
- 三田用水（世田谷区・目黒区）
- 谷戸川（世田谷区） - 一部暗渠化。
- 谷沢川上流部（世田谷区）
- 曳舟川（墨田区・葛飾区） - 亀有上水、本所上水とも。
- 境船入川（江東区）
- 砂村川（砂町川）（江東区）
- 洲崎川（江東区）
- 油堀川（江東区）
- 福富川（江東区）
- 神領堀（足立区）
- 西井堀（葛飾区）
- 小岩用水（江戸川区）
- 一之江境川（江戸川区）- 現在は一之江境川親水公園。
- 小松川境川（江戸川区）- 現在は小松川境川親水公園。
- 宇喜田川（江戸川区）
- 古川（江戸川区）- 現在は古川親水公園。
- 東井堀（江戸川区）
- 鎌田川（江戸川区）
- 宿川（江戸川区）
- 篠田堀（江戸川区）
- 緑川（立川市）
- 恋ヶ窪用水（国分寺市）
- 落合川支流弁天川（東久留米市） - 東久留米駅東口付近より発して、東久留米スポーツセンター南東部で落合川に合流していた。
- 西妻川（東久留米市） - 東久留米市白山公園より発出し、以前は黒目川に合流していたものの、現在は新小金井街道より先は消失しており、下水道に流されている。
- 出水川（東久留米市） - 下流部が暗渠になっている。
- 中溝川（東久留米市）
- 楊柳川（小平排水）（東久留米市）

### 埼玉県
- 砂川堀（所沢市・富士見市・ふじみ野市・入間郡三芳町） - 一部暗渠化。
  - 砂川堀第２雨水幹線（ふじみ野市） - 暗渠
- 川越江川（川越市・ふじみ野市） - 暗渠化、一部開渠。
- 福岡江川（ふじみ野市） - 一部暗渠化。
- 富士見江川（富士見市） - 一部暗渠化。
- 越戸川（和光市・新座市・朝霞市） - 上流部（旧川越街道より南側）と、東京メトロ和光検車区付近で暗渠または消失している。
  - 谷中川（和光市・東京都練馬区） - 一部開渠。昔は東京都練馬区大泉学園町６丁目付近より流れ出ていたが、現在では理化学研究所和光本所より上流は完全に消失している（流路跡も残っていない）。
  - 越戸川広沢の池支流 - 朝霞市にある広沢の池から越戸川までを結ぶ水路も1998年頃まで開渠であったが、現在は暗渠となっている。
- 中沢川（新座市）
  - 中沢川第２雨水幹線（新座市）
- 浅間川（加須市・久喜市） - 元和7年（1621年）久喜市高柳地点締切り、天保9年（1838年）呑口締切（廃止）
- 合の川（加須市・群馬県板倉町） - 元和7年（1621年）新川通を開削、天保9年（1838年）呑口締切（廃止）
- 権現堂川（久喜市・幸手市） - 大正15年（1926年）栗橋流頭締切、昭和3年（1928年）廃止（現在の行幸湖および中川）。
- 逆川（幸手市） - 昭和3年（1928年）権現堂川廃止による。現在は江戸川の最上流部となっている。
- 日川 - 会の川の派川。現在は流路跡の一部が新川用水となっている。
- 旧荒川
- 天王川（藤右衛門川上流）
- 芝川上流部
- 別所排水路
- 田島排水路
- 沼影排水路
- 作田排水路（旧入間川一部）
- 高沼用水路（下流部の一部）

### 神奈川県
- 横浜市中心部の廃河川

### 千葉県
- 船圦川（浦安市）
- 葛飾川

## 中部地方

### 愛知県
- 大幸川（名古屋市） - 大幸幹線として暗渠化
- 三郷悪水（名古屋市）
- 御用水（名古屋市） - 名古屋城内堀の水源として開削された用水路
- 笈瀬川 (名古屋市) - 中川とも。中川運河として改良。一部は暗渠化
- 庄内用水東井筋 (名古屋市) - 江川とも。埋め立て。
- 精進川（名古屋市）
- 六条川 (名古屋市) - 暗渠化。
- 郷下川 (名古屋市) - 一部暗渠化。
- 地蔵川 (名古屋市) - 一部暗渠化。
- 大根川 (名古屋市) - 暗渠化。
- 忠兵衛川（名古屋市) - 暗渠化。
- 松下川 (名古屋市) - 暗渠化。
- 谷の川 (日進市) - 暗渠化。
- 小川 (日進市) - 一部暗渠化。
- 紫川（名古屋市）
- 紅葉川（名古屋市）
- 七志水川（名古屋市）
- 大江川（名古屋市） - 一部埋め立てられ大江川緑地に。今後リニア新幹線工事の残土ですべて埋め立て。
- 小袖川（名古屋市）
- 涙川（名古屋市）
- 佐屋川 - 木曽川からの派川であり、木曽三川分流工事に伴い廃川。現在残る佐屋川とは別
  - 天王川 - 旧佐屋川の支流で、本流が廃川となったことで孤立。現在は天王川公園内の池として残る

### 岐阜県
- 長良古川、長良古々川（岐阜市） - かつて長良川から伊自良川へ流れていた長良川の支流。
- 鉄砲川（各務原市） - 旧川島村にあった木曽川の支流。大正時代の河川改修工事で廃川。
- 呂久川（瑞穂市） - かつて揖斐川本流だった河川。揖斐川新川の開削と同時に支流となり、後に廃川。

## 近畿地方

### 滋賀県
- 旧草津川（草津市）- 天井川であり氾濫を繰り返していた下部の流路を変更、2002年廃川。跡地は公園として利用。

### 大阪府
- 中津川（大阪市） - 新淀川開削にともない1896年廃川、ほとんどが埋め立て。河道の一部は新淀川に利用されている。
- 曽根崎川（別名：蜆川・梅田川・福島川。大阪市） - 1909年から1924年にかけ埋め立て。
- 海部堀川（大阪市） - 1624年開削、1951年埋め立て。
- 薩摩堀川（大阪市） - 1630年開削、1951年埋め立て。
- 中島大水道（大阪市） - 1678年開削、1899年（淀川改修）から昭和40年代後半にかけて順次姿を消す。
- 古川（大阪市西区） - 1952年埋め立て。
- 鼬川（「いたち川」とも表記、大阪市） - 1940年から1954年にかけ埋め立て。
- 江戸堀川（大阪市） - 1617年開削、1955年埋め立て。
- 伝法川（大阪市） - 1956年埋め立て。西端部（新淀川への合流点付近）は現存（伝法漁港）。
- 立売堀川（大阪市） - 1626年開削、1956年埋め立て。西端部（木津川への合流点付近）は現存[注釈 1]。
- 逆川（さかさまがわ、大阪市） - 1957年埋め立て。
- 阿波堀川（別名：阿波座堀川、大阪市） - 1600年開削、1957年埋め立て。
- 京町堀川（大阪市） - 1617年開削、1957年埋め立て。
- 難波新川（別名：難波入堀川、大阪市） - 1733年開削、1878年延長、1958年埋め立て。
- 堀江川（大阪市） - 1698年開削、1960年埋め立て。
- 百間堀川（大阪市） - 1964年埋め立て。南端部（木津川への合流点付近）は現存[注釈 1]。
- 境川運河（大阪市） - 1894年から1902年にかけ開削、1964年埋め立て。
- 高津入堀川（大阪市） - 1734年開削、1899年延長、1968年埋め立て。
- 十三間堀川（別名：十三間川、大阪市） - 1698年開削、1970年埋め立て。一部は親水河川として現存。
- 大正運河（大阪市） - 1919年から1923年にかけ開削、1968年から1970年にかけ埋め立て。
- 西横堀川（大阪市） - 1600年開削、1964年から1971年にかけ埋め立て。南端部（道頓堀川への合流点付近）は現存。
- 長堀川（大阪市） - 1960年から1971年にかけ埋め立て。
- 千間川（せんげんがわ、大阪市） - 1967年から1971年にかけ埋め立て。
- 長柄運河（大阪市） - 1902年完成、1969年から1971年にかけ埋め立て。
- 正蓮寺川（大阪市） - 埋め立て中。
- 天満堀川（別名：堀川、大阪市） - 1598年開削、1838年延長、1972年埋め立て。
- 梅田入堀川（別名：梅田堀川・堂島入堀川・堂島堀割川・堂島掘割川、大阪市）
- 榎並川（大阪市）
- 大野川（大阪市）
- 桜川（大阪市）
- 七瀬川（大阪市）
- 鯰江川（大阪市）
- 猫間川（大阪市）

### 兵庫県
- 湊川（神戸市） - 新湊川を開削。廃川地は「新開地」
- 枝川・申川（西宮市） - 武庫川の支流だったものを埋め立て。廃川地は「甲子園」[1]

## 中国地方

### 岡山県
- 高梁川（倉敷市）（東高梁川を廃川。西高梁川が本流となる）

## 四国地方

### 徳島県
- 寺島川（徳島市）

### 香川県
- 杣場川

## 九州地方

### 福岡県
- 黒門川   (福岡市)  -1988年までに暗渠化、完成した道路は黒門川通りと呼ばれている

### 沖縄県
- ガーブ川